# Ponte Hintze Ribeiro (2002)
A Ponte Hintze Ribeiro, também conhecida como Nova Ponte Hintze Ribeiro ou então Ponte de Entre-os-Rios é uma ponte que une as margens de Entre-os-Rios, em Penafiel, ao lugar de Boure, em Castelo de Paiva, sobre o rio Douro, em Portugal. A sua construção começou em 2001 e a inauguração foi feita a 4 de maio de 2002 pelo então primeiro-ministro Durão Barroso. A ponte foi construída junto ao local da antiga ponte Hintze Ribeiro inaugurada em 1887 que colapsou a 4 de março de 2001. 

## História
No local do acidente, foi erigido um memorial às vítimas da tragédia de Entre-os-Rios, que consiste num anjo com 12 metros de altura e 10 toneladas de peso, este Anjo, inspirado no Anjo Custódio, denominado por D. Manuel I o Anjo de Portugal, simboliza a paz da saudade, protetor e fiel guardião de todos aqueles que dele necessitam ou venham a necessitar. Da autoria do escultor Laureano Ribatua, é a maior escultura em bronze realizada em Portugal. Esta escultura simboliza também, segundo Paulo Teixeira, na altura Presidente da Câmara Municipal de Castelo de Paiva, "a forma como o poder central deve olhar para o interior".

## Ligações Externas
- Associação dos Familiares das Vítimas da Tragédia de Entre-os-Rios